# Ian Levine
Ian Geoffrey Levine, né le 22 juin 1953, est un disc jockey, producteur, et auteur-compositeur britannique. Cité pour avoir modernisé le Northern soul britannique, et pour avoir lancé le genre musical Hi-NRG, il a écrit et produit des morceaux et albums qui comptent plus de 40 millions d'exemplaires vendus. Levine est aussi noté comme fan de longue date de Doctor Who.

## Vie privée
Né dans une famille de confession juive, ses parents dirigeaient le complexe Lemon Tree à Blackpool, son casino et sa boite de nuit. Levine est ouvertement gay. Il souffrira d'un accident vasculaire cérébral en juillet 2014, à cause duquel il se retrouve limité sur le côté gauche de son corps.

## Biographie

### Disc jockey
Levine commence à faire la collection d'albums estampillés Motown à 13 ans, se limitant aux disquaires qu'il croisait pendant leurs séjours à Miami et à La Nouvelle-Orléans. Il deviendra alors collectionneur avide de disques soul, RnB, et Northern soul,. Après avoir immigré dans les Caraïbes avec ses parents en 1979, Levine vend toute sa collection pour venir vivre à Londres.
Il fait la rencontre de fêtards Northern soul au nightclub The Twisted Wheel de Manchester avec le DJ Stuart Bremner,, quittant l'école en 1971 pour devenir disc jockey au Blackpool Mecca,,. Levine se joint à d'autres DJ pour traverser Stoke on Trent et rejoindre le nightclub de Northern soul Torch, qui est rapidement fermé, mais qui devient le précurseur de l'événement Wigan Casino ouvert par Levine. Aux côtés du DJ Colin Curtis, le duo guide la scène Northern soul hors de ses vieilles traditions musicales, vers le modernisme de la soul et du disco,. Ainsi, John Peel de la BBC Radio 1 ira jusqu'à Blackpool pour interviewer Levine.
En 1979, Levine commence à faire promouvoir son nighclub londonien gay, Heaven. Il en devient donc le premier DJ résident, jusque tard dans les années 1980,. Ian devient aussi l'un des premiers DJ à mixer au Royaume-Uni.

### Productions
En 1974, Levine compile son premier album, Solid Soul Sensations, qui est publié au label Pye Records, classé 11e de l'UK Albums Chart, et certifié disque d'argent. Grâce à ce succès, il traverse New York et coproduit Reaching for the Best aux côtés du girl group The Exciters, qui atteint la 31e place de l'UK Singles Chart avec 80 000 exemplaires vendus. Cela permet à Levine de visiter Chicago, où il signe L.J. Johnson, Barbara Pennington [(qui apparaissent à Top of the Pops), et Evelyn Thomas.

### Hi-NRG
En 1983, le disquaire Record Shack offre à Levine 2 000 £ pour une nouvelle coentreprise baptisée Record Shack Records. Avec son ami Jean-Philippe Iliesco (célèbre pour son remix en 1981 du morceau Magic Fly de Burundi Black et Space sorti en 1977), il fait usage des Trident Studios et lance un partenariat de composition avec Fiachra Trench.
Le premier disque du label s'intitule So Many Men, So Little Time de Miquel Brown (belle-sœur de la mère d'Amii Stewart et Sinitta), qui se vendra à deux million d'exemplaires et atteindra la pole position du classement Billboard. Il est rapidement suivi par High Energy d'Evelyn Thomas,. Le partenariat avec Record Shack se termine en 1985, mais à cette période, le label compte déjà 12 millions d'exemplaires vendus.
Après son retour au Royaume-Uni à cause de problèmes financiers liés à Motorcity Records, Levine écrit et produit des singles Hi-NRG pour divers groupes dont Take That (pour qui il a produit les trois premiers singles) et The Pasadenas. Dans les années 1980 et 1990, il produit et/ou remixe un nombre de succès dance-pop pour une variété de musiciens et groupes comme les Pet Shop Boys, Erasure, Kim Wilde, Bronski Beat, Amanda Lear, Bananarama, Tiffany, Dollar, et Hazell Dean. Il écrira aussi nombre de thèmes télévisés comme Discomania, Gypsy Girl, ITV Celebrity Awards Show, Christmasmania et Abbamania.

### Agent artistique
Levine lance des groupes comme Seventh Avenue, qui fait participer deux membres de Big Fun ; Optimystic, et Bad Boys Inc. Pendant cette période, Levine maintient aussi une amitié et une rivalité avec Simon Cowell. En 2010, Levine forme un nouveau boys band appelé Inju5tice. la suite de l'échec commercial de A Long Long Way From Home, le groupe et Levine se séparent, et ce premier devient ELi'Prime.

### Labels
En 1987, Levine commence à distribuer d'anciens musiciens du label Motown. Après une réunion de 60 stars de Motown, dont Edwin Starr et Levi Stubbs sur le toit du Hitsville USA, Motorcity Records devient un label discographique. Initialement distribué par PRT, puis Pacific Records, [Charly Records, et enfin Total/BMG, période durant laquelle le label ferme à cause de problèmes financiers, 850 chansons sont enregistrées par 108 artistes.

## Doctor Who
Levine est bien connu comme fan de longue date de la série Doctor Who. Levine est en partie responsable de la diffusion d'un nombre d'épisodes manquants, issus des archives de la BBC. Levine est, pendant un temps, consulté par les membres de l'équipe de production concernant la continuité de la série au milieu des années 1980,.